# Medaglia per il giubileo dei cento anni della Transiberiana
La medaglia per il giubileo dei cento anni della Transiberiana (in russo Юбиле́йная меда́ль «100 лет Транссиби́рской магистра́ли»?, Jubilejnaja medal' «100 let Transsibirskoj magistrali») è stata un'onorificenza della Federazione Russa.

## Storia
La medaglia è stata istituita il 27 giugno 2001 ed è stata abolita il 7 settembre 2010.

## Assegnazione
La medaglia veniva assegnata ai dipendenti delle ferrovie che abbiano lavorato senza problemi nel settore da 20 anni o più, così come ad altri cittadini della Federazione Russa, che abbiano dato un contributo significativo allo sviluppo della ferrovia Transiberiana.

## Insegne
- La  medaglia era d'argento. Il dritto recava l'immagine in rilievo di una locomotiva che traina un treno verso destra. Sopra il treno, l'antico emblema della Siberia (due zibellini sovrastati da una corona, un arco e delle frecce). Lungo la circonferenza della medaglia nella metà superiore del dritto, la scritta in rilievo "100 anni della Transiberiana" (russo: "100 лет Транссибирской магистрали"). Il centro del rovescio recava la scritta in rilievo "1901 2001" con l'immagine di un martello e di una chiave incrociati.
- Il nastro era per un terzo verde, un terzo nero e un terzo grigio.